# (251001) Sluch
(251001) Sluch est un astéroïde de la ceinture principale.

## Description
(251001) Sluch est un astéroïde de la ceinture principale. Il fut découvert le 28 juillet 2006 à Androuchivka par l'observatoire astronomique d'Androuchivka. Il présente une orbite caractérisée par un demi-grand axe de 2,40 UA, une excentricité de 0,29 et une inclinaison de 12,5° par rapport à l'écliptique.

## Compléments